# Mirja Ryynänen
Anja Mirja Kerttuli Ryynänen (ur. 11 listopada 1944 w Kuopion maalaiskunta) – fińska nauczycielka i polityk, deputowana do Eduskunty, posłanka do Parlamentu Europejskiego IV kadencji.

## Życiorys
Absolwentka Uniwersytetu Helsińskiego. Pracowała jako nauczycielka języka angielskiego i szwedzkiego. Zaangażowała się w działalność polityczną w ramach Partii Centrum. W latach 1987–1995 sprawowała mandat posłanki do Eduskunty. W 1995 została eurodeputowaną w ramach delegacji krajowej po akcesji Finlandii do Unii Europejskiej. W 1996 została wybrana w pierwszych wyborach europejskich. W PE IV kadencji zasiadała do 1999. Pracowała m.in. w Komisji ds. Kultury, Młodzieży, Edukacji i Środków Masowego Przekazu. W kadencji 1999–2003 ponownie była członkinią fińskiego parlamentu.